# Schallpegelmesser
Ein Schallpegelmesser (auch Phonometer oder Sonometer) ist ein Messgerät zur Bestimmung von Schalldruckpegeln. Er zeigt Pegelwerte in Dezibel (dB) an, verbunden mit der Angabe der Messgröße; insbesondere werden Messgrößen mit Frequenz- und Zeitbewertungen angezeigt.
Schallpegelmesser finden dort Anwendung, wo eine Quantifizierung von Geräuschen notwendig ist, wie z. B. bei der Beurteilung von Fluglärm, Maschinenlärm, Umweltlärm und Lärm am Arbeitsplatz.
Schallpegelmesser werden in der IEC 61672:2013 (DIN EN 61672-1:2014-07) genormt. Sie schreibt vor, dass mindestens ein A-Frequenzfilter vorhanden sein muss. Andere Frequenzfilter werden ebenfalls beschrieben.
Schallpegelmesser bestehen aus einem Messmikrofon mit Kugelcharakteristik, einem Vorverstärker, einer Auswerteeinheit und einer Anzeige. Sie haben Gehäuse mit einer Kegelform zum Mikrofon hin, die eine Reflexion des Schalls am Gerät reduziert. Das Messmikrofon wandelt den Schalldruck in eine entsprechende analoge elektrische Spannung. Der Vorverstärker mit Bereichsumschalter bringt die Spannung in den Arbeitsbereich des Detektors und der Anzeige. Dabei werden Frequenz- und Zeitbewertung angewendet. Heute erhältliche Schallpegelmesser sind mit digitalen Anzeigen ausgestattet, es sind aber auch ältere Modelle mit Analoganzeigen im Gebrauch. Die Anzeige stellt Pegel von zeit- und frequenzbewerteten Effektivwerten durch Zahlenwerte oder LED-Säulen dar, bei analogen Anzeigen geschieht das als Zeigerausschlag. Schallpegelmesser können mit weiteren Frequenzbandfiltern (Oktav- oder Terzband) und Datenspeichern ausgestattet sein.

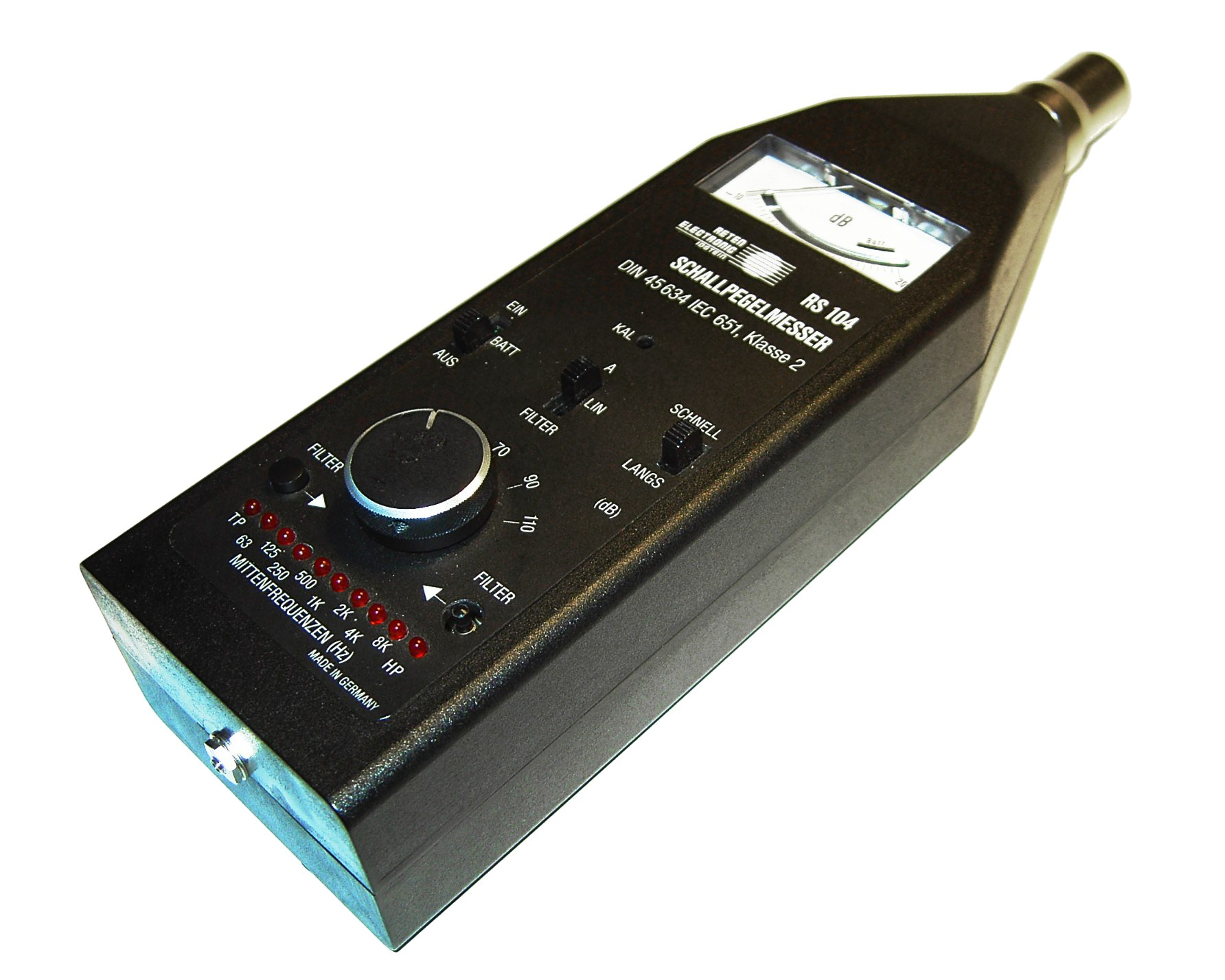
Historischer Schallpegelmesser, RS 104 DIN 45634, IEC 651, Klasse 2

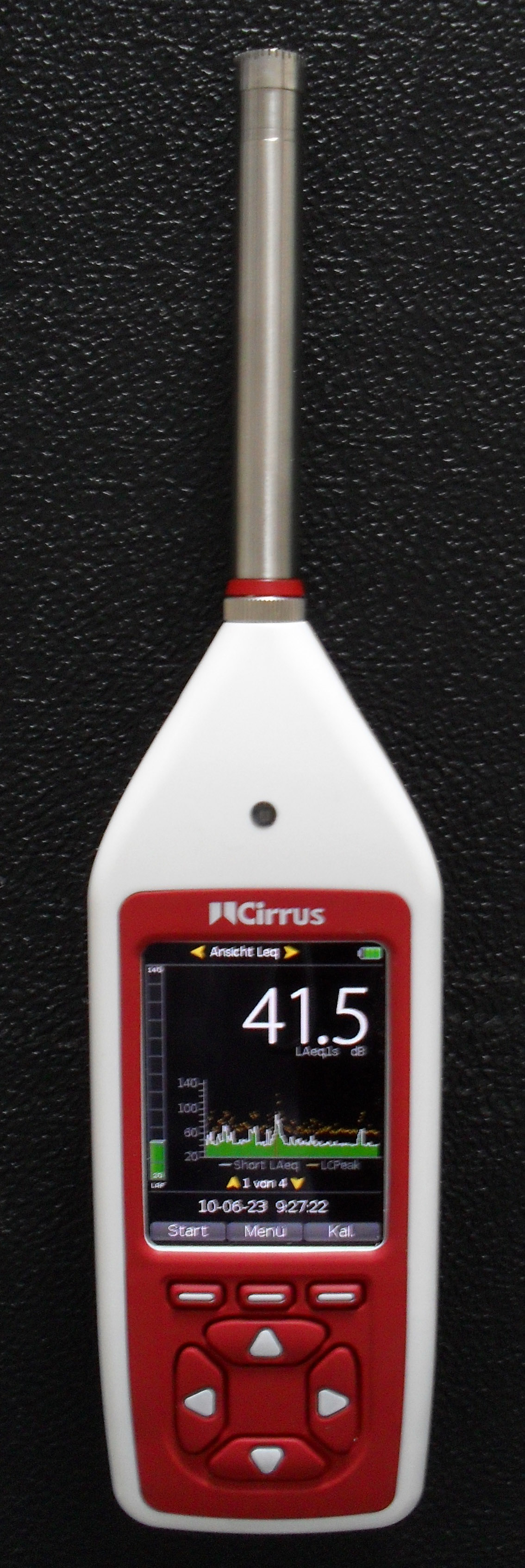
Konventioneller integrierender Schallpegelmesser nach IEC 61672 mit Einzelmessbereich (120 dB) und Echtzeit-Oktavbandfiltern

## Zeitbewertung
Die Zeitbewertung erfolgt bei zeitlich schwankendem Schallpegel zur Mittelung des Messwerts. Genormt sind dabei die Zeitbewertungen „schnell“ (F = fast, Bewertungszeit 125 ms), „langsam“ (S = slow, Bewertungszeit 1 s), sowie „Impuls“ (I = impulse, Bewertungszeit 35 ms). Die I-Zeitbewertung wird in der internationalen Normung nicht mehr berücksichtigt, da sie wenig mit dem tatsächlichen Impulscharakter der Schallereignisse korreliert. Eine zusätzliche Zeitbewertung entsteht beim Taktmaximalverfahren.

## Frequenzbewertung
In den meisten Ländern wird bei Geräuschmessungen am Arbeitsplatz die A-Frequenzbewertung angewendet. Die A-Frequenzkurve basiert auf der historischen gehörrichtigen Lautstärke; obwohl sie keine allgemeingültige Wiedergabe der spektralen Gehörempfindlichkeit darstellt, hat sie sich in Normen und anderen Regelwerken fast durchgängig durchgesetzt. Somit können historische und aktuelle Daten miteinander verglichen werden. Die Frequenzbewertungen „B“, „C“ und „Z“ (auch „0“ oder ohne Index) sind optional.
Die A-Bewertung wurde ursprünglich nur für leise Geräusche, etwa im 40-dB-Schalldruckpegelbereich, vorgesehen, aber sie wird jetzt in allen Pegelbereichen angewendet. Die C-Frequenzbewertung wird bei der Beurteilung von tieffrequenten Geräuschen angewendet. Die Anwendung der B-Frequenzbewertung wird nirgends vorgeschrieben. Die D-Frequenzbewertung wurde für das Messen von Fluglärm konzipiert, zu der Zeit, als Flugzeuge ohne Druckausgleich gemessen wurden. Seit der Einstellung des Flugverkehrs mit der Concorde betrifft dieses nur noch Militärflugzeuge.

## Exponentiell mittelnder Schallpegelmesser
Der Standardschallpegelmesser sollte genauer als exponentiell mittelnder Schallpegelmesser bezeichnet werden, weil das Wechselstromsignal aus dem Mikrofon durch einen Effektivwert-Schaltkreis in ein Gleichstromsignal umgewandelt wird, also gibt es eine Integrationszeitkonstante, die heute als Zeitbewertung bezeichnet wird.
Der Ausgang des Effektivwertschaltkreises weist eine lineare Spannung auf und wird durch einen logarithmischen Wandler geleitet, um eine lineare Anzeige in Dezibel (dB) zu erzeugen.
Ein exponentiell mittelnder Schallpegelmesser ist für Gehörschutzmessungen nur begrenzt brauchbar, weil er nur Einzelwerte des aktuellen Geräuschpegels liefert. Für diese Anwendung wird ein integrierender Schallpegelmesser meistens vorgeschrieben. Ein integrierender Schallpegelmesser integriert die frequenzbewertete Pegelmessung, um die Schallexposition wiederzugeben. Die hierfür verwendete Einheit ist Druck im Quadrat mal Zeit: normalerweise Pa2 mal s, aber auch Pa2 mal h. Weil Schall aber historisch immer in Dezibel bezeichnet wurde, wird die Exposition normalerweise als Schallexpositionspegel (SEL) ausgedrückt, der die logarithmische Umsetzung von Schallexposition in Dezibel ist.

## Messgrößen

### LeqMittelungspegel oder Äquivalenter Dauerschallpegel
Für Einzahlangaben des Schalldruckpegel wird in vielen Fällen ein zeitlicher Mittelwert (kontinuierliche energieäquivalente Mittelung) berechnet. Dieser Mittelungspegel oder Äquivalente Dauerschallpegel LAeq,T (mit A-Bewertung, die Angabe der Mittelungsdauer T entfällt meist) wird in Abschnitt 3.10 der IEC 61672-1:2013 beschrieben. Da es sich um eine zeitliche Mittelung handelt, spielt eine Zeitkonstante keine Rolle – vereinzelt findet man trotzdem auch Angabe LAFeq.
Zu unterscheiden ist dieser vom Expositionspegel LAE,T, der über ein festes Zeitintervall (z. B. LAE,1h) gemessen wird und zeitlich gewichtet ist.

### Kurz-Leq
Zur Angabe eines Pegelverlaufs werden Mittelwerte über kurze Zeitintervalle (z. B. Fast-Intervalle von 0,125 s) gebildet und einzeln digital gespeichert. Der Verlauf dieses „Kurz-Leq“ kann entweder an ein anderes Gerät übertragen werden, oder später aus dem Gerätspeicher abgerufen werden und in fast jede konventionelle Metrik umgewandelt werden. Die Berechnung kann sowohl von einer Spezialsoftware als auch in einer Tabellenkalkulation durchgeführt werden. Kurz-Leq hat den Vorteil, dass ältere Daten zur Untersuchung neuberechnet werden können, sollte sich die Gesetzgebung ändern. In manchen Fällen ermöglicht der „Kurz-Leq“ die Datenkonvertierung von einer Metrik in eine andere. Aktuell verwenden fast alle festinstallierte Fluglärmüberwachungssysteme (die eigentlich nur komplexe Schallpegelmesser sind) „Kurz-Leq“ als ihre Metrik. Ein kontinuierlicher Datenfluss der digitalen 1s-„Kurz-Leq“-Werte können über Telefon oder Internet an eine zentrale Anzeige-/ Prozessoranlage übertragen werden. Kurz-Leq ist eine Funktion, die bei den meisten kommerziellen integrierenden Schallpegelmessern Bestandteil ist. Sie wird von verschiedenen Anbietern allerdings abweichend bezeichnet.
Kurz-Leq ist eine sehr wertvolle Methode der Datenspeicherung. Er war ursprünglich eine Idee der französischen Laboratoire National d’Essais (ref 1) und ist die gängigste Methode geworden, um den echten Pegelzeitverlauf in professionellen Schallpegelmessern zu speichern und anzuzeigen. Die alternative Methode sieht vor, den Pegelzeitverlauf zu generieren, indem Proben des exponierten Schallpegels gespeichert und angezeigt werden. Weil diese Methode zu viele Artefakte des Schallpegelmessers aufweist, können diese Daten nicht leicht kombiniert werden, um einen Gesamtdatenbestand zu bilden.
Bis 2003 gab es getrennte Normen für exponentielle und für linear integrierende Schallpegelmesser: IEC 60651 und IEC 60804, die mittlerweile zurückgezogen wurden. Seitdem beschreibt die kombinierte Norm IEC 61672 beide Arten Schallpegelmesser. Damit der Kurz-Leq wertvoll bleibt, muss der Hersteller sicherstellen, dass jeder einzelne Kurz-Leq der IEC 61672 entspricht.

### LC,peak: Spitzenschalldruckpegel
Viele nationale Gesetze verlangen, dass der absolute Spitzenwert in entweder „C“- oder „Z“-Frequenzbewertung gemessen wird, um das Gehör der Arbeitnehmer vor plötzlichen Druckspitzen zu schützen. Der Spitzenschalldruckpegel soll aber nicht mit dem Maximalschalldruckpegel verwechselt werden. Der Maximalschalldruckpegel ist lediglich der höchste Messwert, den ein Schallpegelmesser während einer Messung misst, und dieser kann tatsächlich um einige Dezibel unter dem Spitzenschalldruckwert liegen. In der Europäischen Union liegt der maximale zulässige Wert des Spitzenschalldruckpegels bei 140 dB(C), der 200 Pa Druck entspricht. Der Maximalschalldruckpegel wird (bei einer Frequenzbewertung 'A' und einer Zeitbewertung 'F' als LAF,max dargestellt. Der C-bewertete Spitzenschalldruckpegel wird als LC,peak dargestellt.

## Personenlärmdosimeter
Eine Variante des Schallpegelmessers ist der Lärmdosimeter. Dieser wird offiziell als Personenlärmexposimeter bezeichnet und unterliegt der internationalen Norm IEC 61252:2003. Weil das Gerät am Körper zu tragen ist, sind die technischen Bedingungen etwas einfacher gehalten als für Schallpegelmesser. Ein Personenlärmdosimeter liefert Messdaten auf Grund der Schallexposition (normalerweise in Pa2h). Ältere Modelle, die Werte in %-Dosis angeben, werden in den meisten Ländern nicht mehr eingesetzt. Das Problem mit einer %-Dosis ist, dass sich diese auf eine politische Lage bezieht, und somit kann jede Skalierung bei einer Anpassung des regionalgesetzlichen 100-%-Wertes veraltet sein. Eins der aktuell eingesetzten Geräte ist ein Miniaturlärmdosimeter, das viele Hersteller als „doseBadge“ oder ähnlich bezeichnen. Das Gerät ist so klein, dass es einem Röntgendosimeter ähnelt. Diese kleinen Geräte bieten den Vorteil, dass sie nicht nur das Schallfeld nicht beeinflussen, sondern den Träger bei seiner Arbeit nicht stören, und, weil sie ohne Kabel auskommen, auch keine Gefahrenquelle darstellen.

## Klassifizierung von Schallpegelmessern
Schallpegelmesser werden in zwei Klassen unterschieden. Diese wurden in älteren Normen als Typen bezeichnet. Die zwei Klassen unterscheiden sich durch die Anforderungen an die Genauigkeit der Messung. Klasse-1-Geräte messen ein breiteres Frequenzspektrum bei einer geringeren Toleranz als Geräte der Klasse 2, die aber weniger kosten. Der Unterschied betrifft sowohl den Schallpegelmesser als auch den dazugehörigen Kalibrator. Die meisten nationalen Normen erlauben als Mindestanforderung einen Schallpegelmesser der Klasse 2, und bei vielen Messungen besteht kein praktischer Vorteil bei der Verwendung eines Gerätes der Klasse 1. Schallpegelmesser der Klasse 1 werden sinnvollerweise in den Bereichen Forschung und Rechtsvollzug bzw. -durchsetzung (z. B. Kfz-Zulassung) eingesetzt. Neu in der Norm IEC 61672 ist ein linearer Mindestbereich von 60 dB und eine Z-Frequenzbewertung. Die Toleranzen wurden eingeschränkt und die Einbeziehung von zulässigen Messungenauigkeiten im Messabschnitt der Norm beschrieben. Somit ist die Wahrscheinlichkeit gering, dass ein Schallpegelmesser, der nach den älteren Normen 60651 und 60804 gebaut wurde, die Bedingungen der IEC 61672 erfüllt.

## Bauartzulassung
Die IEC 61672 Teil 2 beschreibt die Bauartzulassung zur Klassifizierung von Schallpegelmessern. Der Hersteller muss die Geräte in einem nationalen Labor auf die Einhaltung der Klassen prüfen lassen. Bestehen die Geräte diese Prüfung, wird eine Bauartzulassung erteilt. In Europa ist die bekannteste Institution die Physikalisch-Technische Bundesanstalt (PTB) in Deutschland. Kann ein Hersteller nicht vorweisen, dass mindestens ein Produkt aus seinem Haus eine Bauartzulassung erhalten hat, ist die Qualität der Erzeugnisse zu hinterfragen. Jedoch sind die damit verbundenen Kosten so hoch, dass ein Hersteller kaum in der Lage sein wird, sein gesamtes Sortiment prüfen zu lassen. Auf dem Markt gibt es viele Billiggeräte unter 200 €, die sich Schallpegelmesser nennen, aber bis jetzt kann keins dieser Geräte durch eine Bauartzulassung beweisen, dass sie tatsächlich die Norm erfüllen.
Schallpegelmesser müssen regelmäßig kalibriert werden, um eine nahezu konstante Messempfindlichkeit zu gewährleisten. Dies ist besonders aufgrund sich ändernder atmosphärischer Bedingungen wie Temperatur, Luftfeuchte und Luftdruck notwendig. Die PTB führt auch Bauartzulassungen von Kalibratoren nach der Norm IEC 60942:2003 durch. Im April 2008 wurden die ersten kommerziellen Geräte sowohl in Klasse 1 als auch in Klasse 2 mit der Zulassungsnummer PTB-1.61.4028829 zugelassen.
Diese Kalibratoren bestehen aus einem computergesteuerten Generator mit zusätzlichen Sensoren, die Luftfeuchtigkeit, Temperatur, Batteriespannung und statischen Druck kompensieren. Der Generatoroutput wird einem Transducer in einem Hallbzoll-Hohlraumresonator eingespeist, in den das Mikrofon des Schallpegelmessers eingesetzt wird. Der generierte akustische Pegel beträgt 94 dB (1 Pa) bei einer Frequenz von 1 kHz, bei welcher alle Frequenzbewertungen die gleiche Empfindlichkeit aufweisen.

## Moderne Entwicklungen
Im Zuge der nahezu flächendeckenden Verfügbarkeit von Smartphones und deren hoher Rechenleistung wurden bis heute verschiedene Anwendungen entwickelt, mit denen mit dem internen Smartphone-Mikrofon überschlägige Messergebnisse ermittelt werden können. Der Nachteil dieser Lösungen war allesamt, dass die internen Mikrofone nicht die Anforderungen an Genauigkeit, Stabilität und Linearität erfüllen können. Andererseits können mit einem Smartphone direkt sog. Metadaten, also beschreibende Daten, wie z. B. Texte, Fotos oder Koordinaten zu den Messdaten ergänzt werden. Verschiedene Messgerätehersteller koppeln mittlerweile an die konventionellen Schallpegelmesser proprietäre Apps, die den Funktionsumfang der Geräte erweitern (vor allem hinsichtlich Datenmanagement und Auswertung). 
Einen Sonderweg geht hier das System Acoust IQ, bei dem Klasse 1 Mikrofone mit digitalem Vorverstärker direkt an Smartphones angeschlossen werden. In der dazugehörigen App findet die Datenaufzeichnung, die Steuerung der Messung und die Auswertung bis hin zu einer Protokollerstellung statt. Auf diese Weise werden die Vorteile, die Smartphones bieten mit hochwertiger Sensorik für professionelle Messungen verbunden. 

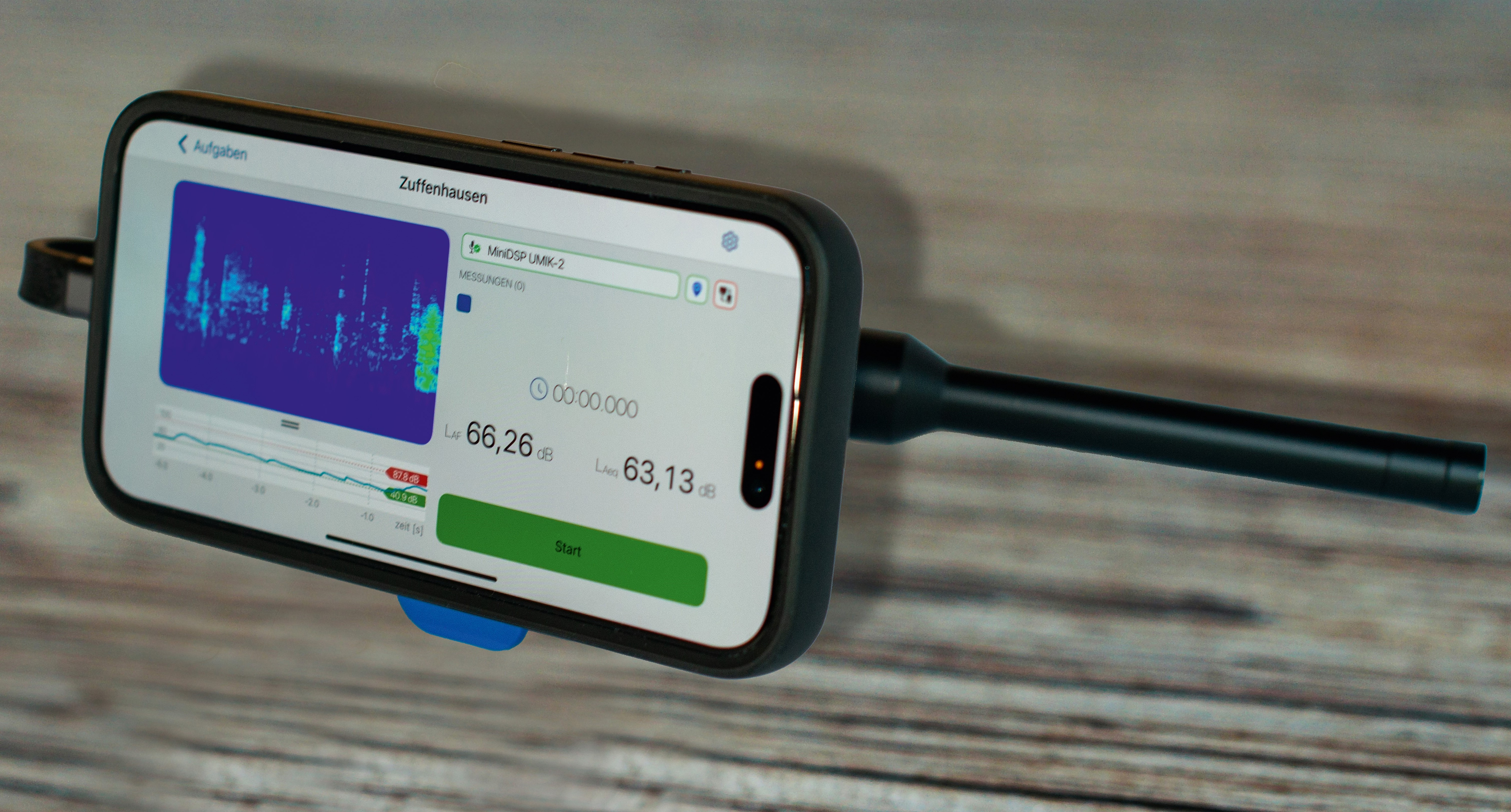
Acoust IQ; Modernes System zur Messung und Analyse von Schalldruckpegeln mit hoher Genauigkeit

## Internationale Normen
Die folgenden internationalen Normen definieren Schallpegelmesser, Personenschallexpositionsdosimeter und deren Zubehör. Die nationalen Normen der meisten Länder (mit Ausnahme der USA) übernehmen diese weitestgehend. Die nationalen Ausgaben von Normen sind inhaltlich nahezu gleich mit den europäischen, wenn nach dem nationalen Kürzel zusätzlich das Kürzel EN im Titel geführt wird.
- IEC 61672: Electroacoustics – sound level meters, 2013 (Englisch und Französisch)
- IEC 61252: Electroacoustics – specifications for personal sound exposure meters, 1993 (Englisch und Französisch)
- IEC 60942: Electroacoustics – sound calibrators, 2003 (Englisch und Französisch)

Diese internationalen Normen wurden von dem IEC-technischen Komitee 29: Electroacoustics in Zusammenarbeit mit der International Organization of Legal Metrology (OIML) erarbeitet.
Siehe auch
- IEC 61260: Octave and fractional octave filters, 1996 (Oktav- und Terzbandfilter)
- IEC 61094: Measurement microphones, 2000 (Messmikrofone)

Bis 2003 gab es getrennte Normen für exponentielle und linear-integrierende Schallpegelmesser. Ab 2003 beschreibt die IEC 61672 beide Arten.

## Referenzen
- A. Komorn & P. Luquet: Methode de description objective d'un environnement acoustique. LNE report 1979.
- A. D. Wallis: From Mahogany to Computers Proceedings Euronoise, London. Plenary Paper. Sept 1992.
- Leo L. Beranek: Acoustics Acoustical Society of America, 1993, ISBN 0-88318-494-X.
- R. W. Krug: Dosimeter standards, Europe & America, what difference does it make? Proc AIHCE 1993.
- Jürgen H. Maue: 0 Dezibel + 0 Dezibel = 3 Dezibel, Erich Schmidt Verlag GmbH & Co., Berlin 2009, ISBN 978-3-503-11488-7.